# Ralph Soupault
Pour les articles homonymes, voir Soupault (homonymie).

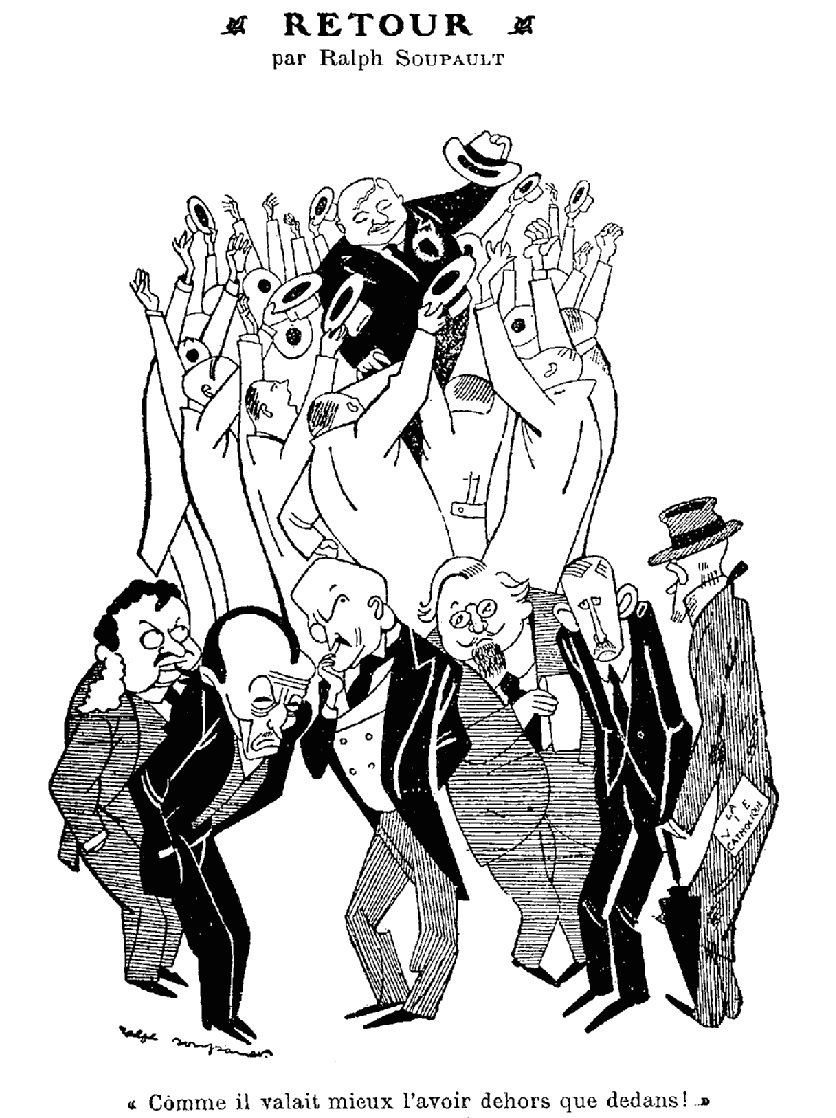
« Le retour de Léon Daudet », in: Le Charivari (1931).

Raphaël Louis Ernest Soupault dit Ralph Soupault, né le 5 octobre 1904 aux Sables-d'Olonne et mort le 12 août 1962 à Cauterets, est un caricaturiste et illustrateur français engagé à l'extrême droite.
Militant au Parti populaire français, il devient activement, durant la Seconde Guerre mondiale, collaborateur avec l'Allemagne nazie.
Il signe ses dessins sous pseudonymes tels que Rio et Leno.

## Biographie

### Origines et jeunesse
Raphaël Soupault est le fils de Louise Alexina Léontine Savariau et Frédéric Émile Raphaël Léandre Soupault, lequel est instituteur à Paris.
Élève du lycée Condorcet, il obtient le statut de boursier. Il publie à l'âge de 17 ans, un premier dessin dans le quotidien communiste L'Humanité (juillet 1921). Il est nourri à la fois de l'histoire de la contre-révolution vendéenne et d'idées socialistes et laïques par son père. Doué pour le dessin, attiré par la peinture, il participe la même année à la Foire aux croûtes, sur la place Constantin-Pecqueur (Montmartre). Toujours en 1921, il livre des dessins à Les Hommes du jour. L'année suivante il fait de même pour Le Journal du peuple, Le Chat noir, Le Carnet de la semaine.
Il fréquente les cours de l'École nationale supérieure des arts décoratifs et des Beaux-Arts de Paris. Il appartient à cette époque au groupement universitaire des « Amis du Populaire » et participe aux affrontements de rue contre les militants de l'Action française.
En 1923, tout en commençant à contribuer au Journal amusant, à l’Excelsior Dimanche, au Rire, il part effectuer son service militaire et termine sergent au 61e régiment des Tirailleurs marocains. Le 23 juin 1925, toujours militaire, et déclarant résidé au 61 rue Custine, il épouse à Paris 18e, Marie Antoinette Amélie Hamon, née en 1908 aux Sables-d'Olonne. Le couple divorcera le 11 avril 1949. Durant son service, il commence sa collaboration au Petit Parisien, et au Merle blanc.
En 1926, libéré du service militaire, il devient farouchement nationaliste, et se rapproche alors de la presse de droite et des maurrassiens : en juin, il entre au Charivari, racheté par des proches de l'Action française, et y contribue jusqu'en 1937. Il publie dans L'Action Française, et le Courrier royal. Il participe  aux fêtes annuelles des Camelots du roi au début des années 1930. On remarque sa signature à partir de 1930 dans Comœdia, pour des textes : en 1931, il y signe un article sur l'importance dans le quartier de Montmartre, des Noirs, des musiciens de jazz ou des danseurs mondains. Ou bien la même année une réunion tenue à Paris par Gandhi.

### Adhésion sans réserve aux idées du PPF
À la suite de la réélection comme député de la Seine en 1936 de Jacques Doriot, dissident du parti communiste, et fondateur du Parti populaire français (PPF), Soupault rallie ce mouvement d'extrême droite, de tendance fasciste en novembre 1936, après avoir adhéré à l'Action française deux semaines auparavant. Selon Pierre-Antoine Cousteau, Soupault a été un ligueur d'Action française avant d'adhérer au PPF début 1937.
Ralph Soupault fait du dessin, à partir de cette date « une arme de combat ».
Entre 1936 et 1938, il commence à publier dans Gringoire, Je suis partout, L'Insurgé, dont il est l'un des fondateurs en 1937. Soupault participe activement à des réunions et à des fêtes de sections parisiennes du Parti populaire français à la fin des années 1930. L'Action française continue à publier ponctuellement des dessins de Soupault et ce dernier participe en 1939 à une « matinée artistique » des amis de l'AF d'Asnières.

### Le collaborateur
Sous l'Occupation, Ralph Soupault est le plus sollicité des dessinateurs de la presse parisienne,. Il livre en effet des dessins à de nombreux périodiques, pour la plupart collaborationnistes : Au pilori, qui publie en septembre 1940 un de ses premiers dessins depuis sa démobilisation, Combats (périodique de la Milice française), Jeunesse, Le Petit Parisien, L'Appel, Notre combat, La Vie ouvrière, etc..
Il devient le dessinateur vedette de Je suis partout, qui reparaît en février 1941. Un mois plus tôt, il participait à la salle Wagram au meeting parisien des rédacteurs de cet hebdomadaire qui clament qu'ils « ne sont pas des dégonflés ». Ils tiennent ce même meeting en province, à Lille et à Bordeaux.
Il poursuit durant l'Occupation son activité de dessinateurs pour des périodiques du PPF (Le Cri du peuple, L'Émancipation nationale). Ses convictions se traduisent par des dessins violemment antisémites, antimaçonniques, anticommunistes, haineux à l’égard des politiciens de la Troisième République, des Alliés, des gaullistes et de la Résistance.
Il prend la parole à un meeting antisémite du PPF en décembre 1941 à Paris, cosigne en 1942 des manifestes initiés par ce parti collaborationniste, dont le Manifeste des intellectuels français contre les crimes britanniques. Dans Le Cri du peuple, il rend compte en décembre 1943 de ses visites à des groupements de la Milice. Il est alors devenu un militant du PPF. Il préside sa section parisienne du 18e arrondissement à partir de mai 1943, prend part à des meetings,, visite en 1944 des fédérations de province et relate ensuite ses visites dans Le Cri du peuple. En septembre 1943, il échappe à un attentat à Paris, à la permanence du PPF de sa section,. Il défile à Paris à la tête de ses militants pour rejoindre la cérémonie religieuse organisée pour la mort de Philippe Henriot. Son fils Jean-Michel, membre des Jeunesses du PPF (JPF), s'engage dans la Légion des volontaires français contre le bolchevisme en avril 1944 et part ensuite pour le front de l'Est. Il veut le rejoindre mais les dirigeants du PPF préfèrent le nommer secrétaire de la fédération parisienne en mai 1944,. Le 14 juillet 1944, à Paris, il manque de se faire lyncher par la foule, fait feu avec son revolver avant d'être arrêté par la police puis relâché,. Cet épisode lui sera reproché lors de son procès. Son ami Louis-Ferdinand Céline brossera un portrait peu flatteur de Soupault dans un texte ultérieur évoquant les derniers jours de la Collaboration parisienne et le présentant comme un homme violent et un maniaque des armes à feu,. Son goût pour les armes et pour la violence ressort aussi dans un portrait plus positif dressé par Pierre-Antoine Cousteau dans Je suis partout en 1944.
Il illustre une édition de La Physiologie du goût de Brillat-Savarin aux Éditions Littéraires de France en 1942.

### Fuite et procès
Peu avant la Libération de Paris, il s'enfuit de la capitale le 17 août 1944 avec sa compagne et d'autres journalistes collaborationnistes, gagne l'Allemagne où il contribue à relancer Le Petit Parisien. Après la mort de Doriot, il se réfugie dans le Tyrol italien avec son ami Henri Lèbre, journaliste à Je suis partout. Arrêté en Italie à Mérano en décembre 1945 puis emprisonné à Milan, il est ramené en France en mars 1946, aux côtés de Robert J. Courtine, et est interrogé par les Renseignements généraux.
Lors de son procès, il assume son engagement idéologique et politique. Il est condamné par la Cour de justice en février 1947 à quinze ans de travaux forcés pour « intelligence avec l'ennemi », et effectuera au total cinq années de prison. Cette même année, sous le pseudonyme de Rio, il fait publier son ouvrage Fresnes : Reportage d'un témoin, dans lequel il ne renie aucun de ses engagements passés. Il est autorisé à épouser en juin 1950 sa compagne, Hélène de Mukhortove,, dont un fils, prénommé Jacques. Il sort de prison en novembre 1950 pour « raisons de santé » et devient dessinateur à l'hebdomadaire d'extrême droite Rivarol, sous le pseudonyme de Leno.

### Dernières années
Au début des années 1950, il réside à Tourrettes-sur-Loup, où il exécute les fresques de la chapelle Saint-Jean.
Il travaille aussi pour les éditions Fleurus (Cœurs Vaillants, Âmes Vaillantes, Perlin et Pinpin, Fripounet et Marisette) sous le nom de Jean-François Guindeau.
En 1957, il livre, sous pseudonyme, des dessins au bimestriel Charivari, titre repris par Noël Jacquemart, journaliste d'extrême droite, fondateur de L'Écho de la presse et de la publicité.